# Spooky Sounds
Spooky Sounds è un extended play del rapper statunitense Trippie Redd pubblicato il 23 ottobre 2020, teaser dell'album Pegasus.

## Descrizione
L'album in studio conterrà tutte le sei tracce pubblicate nell'EP.

## Tracce
1. Woooo – 1:04
2. Pegasus Coming – 1:12
3. Laugh – 1:04
4. Growl – 1:05
5. Door + Laugh – 1:04
6. Breathes – 1:03